# Receptor 2 za epidermalni rastni faktor
Receptor 2 za epidermalni rastni faktor (HER2, angl. human epidermal growth factor receptor 2; EGFR2, epidermal growth factor receptor 2) je podtip receptorja za epidermalni rastni faktor, ki po vezavi EGF tvori heterodimer s sorodnim receptorjem 1, kar aktivira receptorsko tirozin kinazo.
Zvečano izražanje receptorja na celicah raka dojk kaže na agresivnejšo obliko raka. Amplifikacija oziroma prekomerno izražanje gena za HER2 igra pomembno vlogo tako pri nastanku določenih agresivnih vrst raka dojke ter pri napredovanju bolezni. V zadnjih letih je postal HER-2 pomemben biološki označevalec raka dojke ter tudi tarča določenih zdravil. Pojavlja se pri 15–30 % bolnic z rakom dojke.

## Vloga pri raku dojke
HER2 ima pomembno vlogo pri nadzoru rasti, razmnoževanja rakavih celic, njihovega vraščanja v okolno tkivo in tvorbi oddaljenih zasevkov. HER2-pozitivni tumorji so ob odkritju
pogosto večji, slabše diferencirani in že zasevani v področnih bezgavkah. Posledično je napoved izida bolezni slabša. Normalna celica izraža okoli 20 000 receptorjev HER2, pri HER2-pozitivnem raku pa rakava celica dojke izraža 1–2 milijona teh receptorjev. Ob aktivaciji receptorja HER2 se celici sprožijo   signalne poti, ki so pomembne za rast, proliferacijo, difenciacijo, migracijo, adhezijo rakastih celic ter stimulacijo angiogeneze in apoptoze. Prekomerna izraženost HER2 tako povzroči povečano rast in razmnoževanje rakavih celic, in sicer preko različnih signalnih poti, med drugim MAPK in PI3K/Akt.

## HER2 kot tarča zdravil
HER2 je tarča monoklonskega protitelesa trastuzumaba. Zdravilo je učinkovito le pri zdravljenju raka dojke, pri katerem se HER2 prekomerno izraža. Priporočena dolžina zdravljenja je eno leto; daljše zdravljenje v raziskavah ni prineslo koristi. Trastuzumab se daje v veno, vsak teden ali vsake tri tedne. Trastuzumab se veže na zunajcelično domeno transmembranskega receptorja HER2, drugo zdravilo, pertuzumab, pa na
drug del zunajceličnega dela receptorja HER2, in sicer na dimerizacijsko podenoto. Uporablja se v kombinaciji s trastuzumabom, saj zdravili delujeta sinergistično.